# Tidiane Keïta
 (février 2024).
Si vous disposez d'ouvrages ou d'articles de référence ou si vous connaissez des sites web de qualité traitant du thème abordé ici, merci de compléter l'article en donnant les références utiles à sa vérifiabilité et en les liant à la section « Notes et références ».
Tidiane Keïta, né le 18 septembre 1996 à Toulouse en France, est un footballeur français qui joue au poste de milieu central au CFR Cluj.

## Biographie

### Carrière en club
Tidiane Keïta a été formé au sein du Toulouse FC. N'entrant pas dans les plans du club de la ville rose, il s'engage au sein de l'US Albi le 14 juillet 2014 évoluant alors en DH Midi-Pyrénées. 
Ses bonnes performances lui permettent de signer le 1er juillet 2016 au sein d'un club de National 2 : l'US Colomiers. Il continue alors de grimper les échelons et signe le 1er juillet 2019  à l'US Orléans, son tout premier club professionnel. Il joua son premier match chez les pros le 26 juillet 2019 lors d'une rencontre de Ligue 2 face à l'AS Nancy-Lorraine. 
Le 1er juillet 2022, il signe en faveur du club nordiste de l'USL Dunkerque et participera à la remontée du club en Ligue 2. 